# Holly Grove (Arkansas)
Holly Grove – miasto w Stanach Zjednoczonych, w stanie Arkansas, w hrabstwie Monroe.